# More Than You Know
More Than You Know – piosenka z debiutanckiego albumu amerykańskiej piosenkarki Martiki. Singiel dotarł do pierwszej dwudziestki list przebojów zarówno na amerykańskiej Billboard Hot 100 (18.), jak i w na brytyjskiej UK Singles Chart (15.).